# 크로싱 (2008년 영화)
《크로싱》(Crossing)은 2002년 탈북자들의 베이징 주재 스페인 대사관 진입 사건을 배경으로, 가족의 약과 식량을 구하기 위해 북한을 떠날 수밖에 없었던 아버지와, 그를 찾아나선 11세 아들의 안타까운 엇갈림을 그린 영화이다. 4년의 기획·제작 기간을 거쳐 2008년에 개봉되었다. 탈북자 문제를 취급한 영화이므로, 로케이션은 중국, 몽골, 한국에서 비밀리에 행해졌다. 공개 후, 한국의 국회에서도 시사회를 했다.

## 일화
영화의 주연을 맡은 차인표는 탈북자라는 소재에 부담을 느껴 김용수 역할을 몇 번 고사했다. 그러나 아내 신애라의 설득이 있었고, 종교적 신념도 영향을 미쳤다. 차인표는 영화에 출연하기로 결심한 데에 종교적인 신념이 작용했다는 것으로 인해 사람들이 진의를 왜곡하거나 오해를 살 것을 우려했다. 차인표는 《크로싱》 출연 이후 탈북자 문제에 관심을 갖게 되었고 탈북대안학교인 여명학교를 후원했다. 또 2012년에는 중국 대사관 앞에서 탈북자 강제 북송을 반대하는 집회에 참석하거나 탈북자 북송 반대 콘서트를 개최하기도 했다.

## 캐스팅
- 차인표 : 용수 역
- 신명철 : 준이 역
- 주다영 : 미선 역
- 서영화 : 용수 처 역
- 정인기 : 상철 역
- 신철진 : 중년남자 역
- 도용구 : 탈북자 1 역
- 권오진 : 탈북자 2 역
- 이계영 : 탈북자 3 역
- 정민성 : 탈북자 4 역
- 박원희 : 탈북자 5 역
- 추정화 : 상철 처 역
- 윤복인 : 아기엄마 역
- 조규철 : 절름발이 청년 역
- 서진원 : 조선족브로커 역
- 오주희 : 탈북녀 1 역
- 김순애 : 탈북녀 2 역
- 장소연 : 탈북녀 3 역
- 박정순 : 탄부 1 역
- 박기선 : 탄부 2 역
- 오병남 : 탄부 3 역
- 전배수 : 탄부 4 역
- 조재룡 : 탄부 5 역
- 김덕주 : 순이네 역
- 김익태 : 진료소 의사 역
- 박진영 : 강 건너는 노인 역
- 김경란 : 조선족 할머니 역
- 임홍식 : 보위부대장 역
- 홍성수 : 수용소 간수장 역
- 조용준 : 수용소 젊은간수 역
- 도광원 : 국경수비대원 1 역
- 임병근 : 철호 역
- 민경진 : 연변브로커 역
- 김재록 : 기획 NGO 역
- 박지호 : 젊은 NGO 역
- 손진호 : 중국주재 한국 대사관 직원 역
- 허선행 : 몽골 주재 한국 대사관직원 1 역
- 최원석 : 몽골 주재 한국 대사관직원 2 역
- 김민채 : 약사 역
- 김종두 : 공장노동자 1 역
- 이재석 : 공장노동자 2 역
- 진용욱 : 공장노동자 3 역
- 배중식 : 안전원 역
- 김정석 : 보위부원 역
- 박봉철 : 기차 승무원 역
- 오연정 : 현지인 브로커 역
- 한정숙 : 동네사람 1 역
- 문춘실 : 동네사람 2 역
- 명성희 : 동네사람 3 역
- 조진결 : 국경수비대원 1 역
- 김황호 : 국경수비대원 2 역
- 최상현 : 보위부원 1 역
- 김재훈 : 보위부원 2 역
- 이상호 : 보위부원 3 역
- 최민석 : 수용소 간부 1 역
- 심영진 : 수용소 간부 2 역
- 이광원 : 수용소 간부 3 역
- 이승욱 : 수용소 간부 4 역
- 서임순 : 수용소 간부 5 역
- 김나영 : 여자 꽃제비 역
- 조은아 : 죽는 여자 꽃제비 역
- 권순준 : 준이친구 1 역
- 권순호 : 준이친구 2 역
- 이영후 : 공장장 역 (우정출연)

## 같이 보기
- 조선민주주의인민공화국의 인권
- 북한이탈주민